# Krik Vig
Krik Vig er en lavvandet vig i den vestligste del af Limfjorden nord for Nissum Bredning og kun afgrænset fra Nordsøen af den 8½ km lange Agger Tange. I vigens nordlige ende findes Agger og den lille landsby Krik, og mellem dem har Hvidbjerg Å sit udløb. Lidt nord for bunden af vigen findes Flade Sø og Ørum Sø. Et par kilometer øst for Krik Vig findes landsbyen Vestervig. Kysten fortsætter mod syd forbi landsbyen Helligsø til Røjensø Odde.
Krik Vig er en del af Natura 2000-område 28: Agger Tange, Nissum Bredning, Skibsted Fjord og Agerø, og er både fuglebeskyttelsesområde, habitatområde og ramsarområde.
- Agger Havn set mod nordøst fra vejen på Agger Tange
- Krik Sandø set fra Agger Tange